# 小林裕介・石上静香のゆずらないラジオ
『小林裕介・石上静香のゆずらないラジオ』（こばやしゆうすけ・いしがみしずかのゆずらないらじお）は、2018年4月11日よりニコニコ動画　響ラジオチャンネルにて配信している。インターネットラジオ番組。

## 番組概要
ヒビキ大陸のフレッシュ国に住む第一王子・ユッケこと小林裕介と第一王女・ズッチこと石上静香がフレッシュ王国の次期国王を目指し、「舌戦」で戦う番組。
番組では、リスナーのことを民草と呼び、「ユッケ派」、「ズッチ派」のどちらかを明記すること、性別、年齢を明記することを厳守事項としている。
毎回、番組内で紹介したお便りの「ユッケ派」、「ズッチ派」を集計し、数の少なかった方に罰ゲームが課せられている。

## 配信時間
- 2018年4月～2019年6月迄はFRESH LIVEで配信。
- 2019年7月3日から2019年10月の間は、ニコニコ動画の「響ラジオチャンネル」にて「小林裕介・石上静香のゆずラジ」として、毎週水曜 21:30 - 22:00に更新[7]
放送終了後、25:00まで無料視聴が可能[7]（2019年のコラボ以降は1週間に拡大）。有料会員向けのおまけ付きのアーカイブ配信も行う[7]。
- 2019年10月からは2020年2月の間は後述のコラボレーション番組として配信されていた。
- 2020年3月からはリニューアルを伴う形で「小林裕介・石上静香のゆずラジ」に改題。春ごろを目処に響ラジオチャンネルから独立した単独チャンネルに移行[8]。同年新型コロナウイルスにより一時的に不定期配信を取り、隔週配信で継続。夏ごろには同じく隔週でチャンネル会員が視聴可能な「うらごし」を配信。不定期にニコニコ生放送で生放送も行う。
- 2021年3月31日更新にて、以前では毎週配信をしていたが、昨年より隔週配信となり毎週配信までは出来ない予算縮小へとなった為、長期運営を目的として今後正式に隔週配信へと決定した事を発表した。また「うらごし」も継続する予定だという。それと4月に新年度になる為に大きくコーナーもリニューアルをする。さらに、ニコニコ動画でゆずラジチャンネル最新公開後の次の週には、HiBiKi Radio Stationでも配信する事になった。
- 2021年3月31日更新、第46回にて第47回4月14日には4年目も番組継続も発表し、この回のみスポンサーが付く、詳細は動画内にて説明された。スポンサー「C3YOYODESIGN - (C3ヨーヨーデザイン)」が付いた。
- 2021年4月21日、第47回から「HiBiKi Radio Station」にてニコニコ動画公開最新日の次の日に配信開始した。
- 2022年5月25日、第76回配信にて番組を6月をもって終了する事を発表。

## 超人高校生たちはゆずラジでも余裕で生き抜くようです!
2019年に放送された、パーソナリティー二人がメインキャラクターの声を担当している超人高校生たちは異世界でも余裕で生き抜くようです!とのコラボレーション番組として、2019年10月2日から2020年2月の間
『超人高校生たちはゆずラジでも余裕で生き抜くようです！』にリニューアルされ配信されている。ニコニコチャンネルにて毎週水曜、翌週水曜正午に響ラジオステーションでも配信という形となっている。アニメ放送時期では、ニコニコ生放送でも配信が行われていた。
第6回アニラジアワードにて本ラジオが「BEST BENEFIT RADIO ためになるラジオ賞」を受賞した。

### ゲスト
| 年     | 回数  | 月日              | ゲスト                                                               |
| ------ | ----- | ----------------- | -------------------------------------------------------------------- |
| 2019年 | 3 4   | 10月16日 10月23日 | 金元寿子                                                             |
| 2019年 | 5 6   | 10月30日 11月6日  | 間島淳司                                                             |
| 2019年 | 7 8   | 11月13日 11月20日 | 金子彩花                                                             |
| 2019年 | 9 10  | 11月27日 12月4日  | 日高里菜                                                             |
| 2019年 | 11 12 | 12月11日 12月18日 | 日岡なつみ                                                           |
| 2019年 | 13    | 12月25日          | 柳伸亮（監督） 矢野茜（キャラクターデザイン）                        |
| 2020年 | 14    | 1月8日            | 柳伸亮（監督） 矢野茜（キャラクターデザイン）                        |
| 2020年 | 16 17 | 1月22日 1月29日   | 桑原由気                                                             |
| 2020年 | 18    | 2月5日            | 金元寿子（神崎桂音役） 日岡なつみ（猿飛忍役） 間島淳司（真田勝人役） |
| 2020年 | 19    | 2月12日           | 金子彩花（一条葵役） 桑原由気（リルル役） 日高里菜（大星林檎役）     |

## コーナー
ふつおた
民草からのメッセージを紹介するコーナー。
ゆずラジ-味つけ- こんな味のあるセリフを読んでほしい4種類での各セリフ(2-3行程度を推奨)
「苦味」・「辛口」・「あま～い」・「しょっぱい」
軽めの天国かぁ？
寒い日に温泉に入り自身のテンションが上がる。など

### コーナー終了
ゆずらないメール/ゆずれないトーク
男性って、女性ってなんでこうなの！？という疑問について議論するコーナー。
パンケーキがなければケーキを食べればいいんじゃない？
民草のお悩みを解決していくコーナー。

## ゲスト
| 年       | 回数     | 月日                           | ゲスト                  |
| -------- | -------- | ------------------------------ | ----------------------- |
| 2018年   | 27 28    | 10月17日 10月24日              | 大坪由佳                |
| 2018年   | 34 35    | 11月28日 12月5日               | 笠間淳                  |
| 2019年   | 41 42    | 1月16日 1月23日                | 斉藤壮馬                |
| 2019年   | 43 - 46  | 1月30日 2月6日 2月13日 2月20日 | 小原好美                |
| 2019年   | 54 55    | 4月17日 4月24日                | 梶原岳人                |
| 2019年   | 64 65    | 6月26日 7月4日                 | 松岡禎丞                |
| ゆずラジ |          |                                |                         |
| 2020年   | -        | 7月11日                        | 間島淳司 千菅春香       |
| 2020年   | 29       | 8月5日 8月19日                 | 小林千晃                |
| 2020年   | -        | 9月19日                        | 小原好美                |
| 2021年   | -        | 1月16日                        | 小原好美、小林千晃      |
| 2021年   | 44       | 3月3日                         | 村瀬歩                  |
| 2021年   | -        | 4月10日                        | 河西健吾                |
| 2021年   | 48       | 4月28日                        | 大久保瑠美              |
| 2021年   | 51       | 6月9日                         | 会沢紗弥                |
| 2021年   | 57       | 9月1日                         | 市川蒼                  |
| 2021年   | 62       | 11月10日                       | 種﨑敦美                |
| 2021年   | 64       | 12月8日                        | 小市眞琴                |
| 2022年   | 66       | 1月5日                         | 小西克幸                |
| 2022年   | 67.68.69 | 1月19日 2月2日 2月16日         | 会沢紗弥、佳原萌枝      |
| 2022年   | 70       | 3月2日                         | 佐藤元_(声優)           |
| 2022年   | 71       | 3月16日                        | 小林千晃、佐藤元_(声優) |
| 2022年   | 73       | 4月13日                        | 古川慎                  |